# Collisione aerea di Überlingen
La collisione aerea di Überlingen è stato un incidente aereo avvenuto il 1º luglio 2002 alle 23:35, nei pressi dell'omonima città tedesca. Ne furono protagonisti il volo Bashkirian Airlines 2937 ed il volo cargo DHL 611.
Nell'incidente morirono tutte le 71 persone a bordo dei due velivoli. Gli investigatori del Bundesstelle für Flugunfalluntersuchung determinarono nella loro relazione del 19 maggio 2004 che le cause dell'incidente erano imputabili al controllo del traffico aereo.
Il 24 febbraio 2004 il controllore Peter Nielsen fu assassinato da Vitaly Kaloyev, un architetto russo che aveva perso nell'incidente la moglie ed entrambi i figli.

## I velivoli coinvolti
Il volo BTC2937 era un volo charter da Mosca, Russia, a Barcellona, Spagna, che trasportava 60 passeggeri e 9 membri dell'equipaggio. 46 passeggeri erano scolari russi della città di Ufa, nel Bashkortostan, in gita scolastica organizzata dal comitato locale dell'UNESCO nella zona balneare della Costa Daurada in Catalogna. La maggior parte dei genitori dei bambini erano alti funzionari del Bashkortostan. Uno dei padri era il capo del comitato locale dell'UNESCO. Viaggiarono su un treno notturno per Mosca e arrivarono il 29 giugno. Successivamente, poiché l'autista li portò accidentalmente all'aeroporto sbagliato, persero il volo originale. Rimasero lì fino al 1 luglio per trovare il volo charter concordato. Il volo 2937 partì dall'Aeroporto di Mosca Domodedovo alle 22:48 ora di Mosca (18:48 UTC) diretto all'aeroporto internazionale di Barcellona (ora Aeroporto Josep Tarradellas di Barcellona-El Prat).
L'aereo, un Tupolev Tu-154M costruito nel 1995 e registrato come RA-85816, fu consegnato per la prima volta alla BAL Bashkirian Airlines prima di essere venduto alla Transeuropean Airlines nel 1998. L'aereo fu nuovamente venduto alla Shaheen Air nel 1999 prima di essere restituito alla BAL Bashkirian Compagnie aeree nel gennaio 2002.
Il volo è stato pilotato da un equipaggio russo esperto: il capitano Alexander Mikhailovich Gross, 52 anni (russo: Александр Михайлович Гросс) e il primo ufficiale Oleg Pavlovich Grigoriev (russo: Олег Павлович Григорьев), 40 anni. Il capitano aveva al suo attivo più di 12.000 ore di volo (di cui 4.918 ore sul Tu-154). Grigoriev, il capo pilota della Bashkirian Airlines, aveva 8.500 ore di esperienza di volo (di cui 4.317 ore sul Tu-154) e il suo compito era valutare le prestazioni del Capitano Gross durante il volo.
Il 41enne pilota esperto, Murat Akhatovich Itkulov (russo: Мурат Ахатович Иткулов), con quasi 7.900 ore di volo (4.181 delle quali sul Tu-154), che normalmente era il primo ufficiale, non prestava ufficialmente servizio, perché questo era il volo di valutazione del capitano; Il 50enne Sergei Gennadyevich Kharlov (in russo: Сергей Геннадьевич Харлов), un navigatore di volo con circa 13.000 ore di volo (di cui 6.421 ore sul Tu-154), e l'ingegnere di volo di 37 anni Oleg Irikovich Valeev (in russo: Олег Ирикович Валеев), che aveva quasi 4.200 ore di volo (tutte sul Tu-154), si unì ai tre piloti nella cabina di pilotaggio.
DHL International Aviation ME Flight 611, un aereo cargo Boeing 757-23APF costruito nel 1990 e consegnato per la prima volta a Zambia Airways come 9J-AFO prima di essere venduto a Gulf Air come VH-AWE alla fine del 1993. Fu poi venduto a SNAS Aviation nel 1996 sotto la stessa registrazione. L'aereo è stato poi venduto alla European Air Transport come OO-DLK nel 2000 fino al 2002 prima di essere venduto ancora una volta a DHL International come A9C-DHL. Il volo era condotto da due piloti residenti in Bahrein, il capitano britannico Paul Phillips, 47 anni, e il primo ufficiale canadese, Brant Campioni, 34 anni. Entrambi i piloti erano molto esperti: Phillips aveva accumulato quasi 12.000 ore di volo (incluse 4.145 ore sul Boeing 757) e Campioni aveva accumulato più di 6.600 ore di volo, di cui 176 sul Boeing 757. Campioni aveva anche lavorato in precedenza come cadetto di volo e caporale nel Genio militare canadese. Al momento dell'incidente, l'aereo era in rotta dall'Aeroporto Internazionale del Bahrain a Manama, Bahrein, all'Aeroporto di Bruxelles a Bruxelles, in Belgio, con scalo all'Aeroporto di Orio al Serio a Bergamo, in Italia, ed è partito da Bergamo alle 23:06 CEST. (21:06 UTC).

## L'incidente
I due velivoli viaggiavano alla quota di 36.000 (FL360) piedi, in rotta di collisione. Nonostante si trovassero nello spazio aereo tedesco, il controllo aereo nella zona era affidato alla società privata svizzera Skyguide, di Zurigo.
L'unico controllore in servizio quella sera, Peter Nielsen, stava lavorando su due postazioni nello stesso tempo e non si rese conto, fino a poche decine di secondi prima dell'incidente vero e proprio, del pericolo a cui andavano incontro i due aerei. Quando vide sullo schermo radar cosa stava succedendo, chiamò subito il volo 2937 e diede al pilota l'ordine di scendere di mille piedi per evitare collisioni con il traffico in arrivo (il volo 611).
L'equipaggio russo eseguì l'ordine ed iniziò la discesa, ma nello stesso momento il sistema di controllo anticollisione (TCAS) diede loro l'istruzione di salire di quota, mentre, viceversa, l'avionica del volo 611 dava all'equipaggio DHL l'ordine di scendere. Se entrambi gli aerei avessero seguito le istruzioni dei sistemi computerizzati anziché quelle di Nielsen, l'incidente non avrebbe avuto luogo.
I piloti del volo 611 seguirono inizialmente le istruzioni del TCAS e scesero di quota, ma non ebbero la possibilità di informare il controllore, dal momento che questi era in comunicazione col volo 2937. Circa otto secondi prima dell'impatto la discesa del volo 611 era di 2400 piedi al minuto, meno dei 2500-3000 raccomandati dal TCAS.

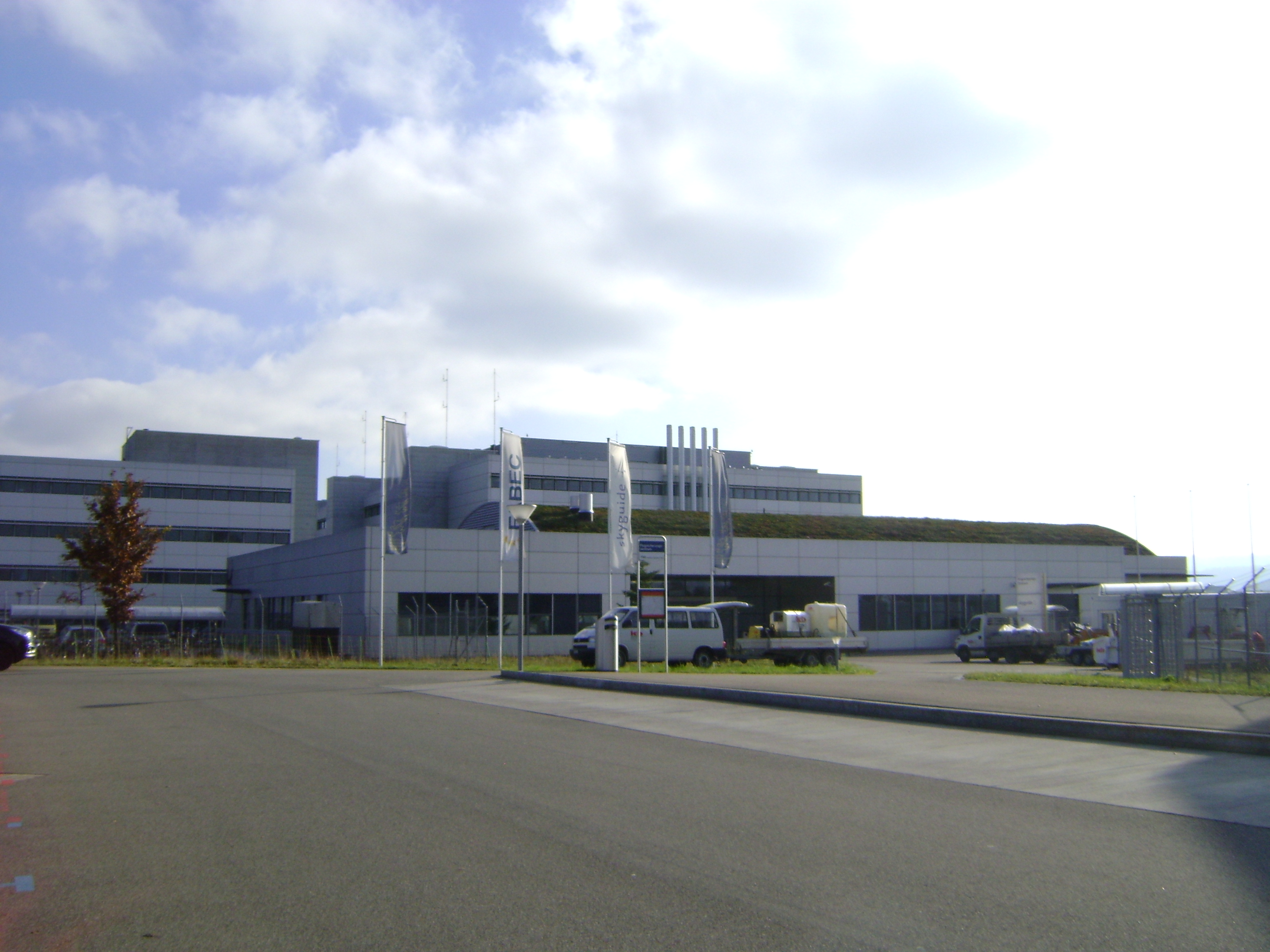
Skyguide Air Navigation Center Zurigo a Wangen bei Dübendorf

Il pilota russo del Tupolev ignorò il comando del TCAS e scese a sua volta, come ordinato dal controllore di volo, riportandosi in rotta di collisione col volo DHL. Dopo la discesa il pilota russo si posizionò circa 110 piedi (33 metri) al di sotto della quota assegnatagli e cambiò di dieci gradi la rotta verso cui puntava la bussola magnetica.
Ignaro delle indicazioni dei TCAS di entrambi gli aerei, Nielsen ripeté l'ordine di scendere al volo 2937, dando al Tupolev un'informazione sbagliata sulla posizione dell'altro aereo. Questo fu in gran parte dovuto al mancato aggiornamento dei dati radar a cui Nielsen faceva riferimento in seguito ai lavori di manutenzione che proprio quella sera venivano effettuati sui sistemi principali. Di conseguenza il controllore leggeva dati che venivano aggiornati con sistemi più lenti e ciò faceva perdere secondi preziosi sia a lui che ai piloti russi, che dovevano visualizzare la posizione del Boeing DHL a occhio nudo nell'oscurità.
Gli aerei entrarono in collisione quasi ad angolo retto, a quota 34.890 piedi, con lo stabilizzatore verticale del Boeing che tagliò da parte a parte la fusoliera del Tupolev, poco più avanti dell'attaccatura delle ali.
L'impatto fece esplodere il Tupolev, i cui rottami si distribuirono su un'area molto vasta. Il Boeing, con più dell'80% della superficie dello stabilizzatore persa, percorse precipitando più di sette chilometri prima di schiantarsi su un'area boscosa vicino al villaggio di Taisersdorf, toccando terra con un angolo di 70º. La sezione di coda fu strappata dalla fusoliera dagli alberi appena prima dell'impatto ed entrambi i motori furono ritrovati a diverse centinaia di metri dal relitto principale.

## Le concause dell'incidente
Alle 21.35 UTC (23.35 CEST) del 1º luglio 2002 un solo controllore del traffico aereo, Peter Nielsen dell'aeroporto di Zurigo, stava operando sul traffico nello spazio aereo attraverso cui gli aerei stavano transitando. L'altro controllore in servizio stava riposando in un'altra stanza: questa pratica contravveniva alle regole, che imponevano la presenza contemporanea di almeno due ATCO al lavoro, ma era un'abitudine che in diversi anni di lavoro non aveva mai creato problemi e che normalmente era tollerata dalla direzione dell'aeroporto.
A causa dei lavori di manutenzione in corso all'impianto radar, era stato chiesto a un terzo controllore e a un tecnico dei sistemi di rimanere disponibili nel caso Nielsen avesse avuto bisogno di aiuto. Nielsen, tuttavia, o non era al corrente del fatto o scelse di non far intervenire alcun collega per mantenersi concentrato ed evitare eccessive e pericolose distrazioni. I lavori di manutenzione avevano inoltre disabilitato un sistema ottico di allarme pre-collisione, che avrebbe avvisato il controllore con largo anticipo se due aerei avessero rischiato un incidente, e Nielsen non era stato informato di ciò.
Un sistema di allarme pre-collisione a breve termine (STCA) era in funzione e diede un allarme alla postazione RE SUED alle 21:35:00 (32 secondi prima dell'impatto): questo allarme non fu sentito da nessuno nella centrale di controllo del traffico, anche se non fu trovato alcun malfunzionamento del sistema in un incidente probatorio effettuato in sede d'indagine.
Fu inoltre appurato che questo allarme altro non era che un cicalino acustico: probabilmente Nielsen non lo sentì oppure lo interpretò male, al punto da non accorgersi di cosa stava succedendo fino al successivo aggiornamento dello schermo radar (12 secondi dopo) o fino alla segnalazione che il TCAS del Boeing aveva avvertito l'equipaggio DHL di perdere quota.
In ogni caso, che fosse l'una o l'altra circostanza, per il controllore trovare una soluzione sarebbe stato da difficoltoso a impossibile.
A complicare ulteriormente la situazione, la linea telefonica principale degli uffici della Skyguide era staccata a causa degli stessi lavori di manutenzione, mentre la linea secondaria era operativa ma presentava comunque dei problemi. Questo impedì ai controllori di volo dell'aeroporto di Karlsruhe di telefonare per avvisare dell'imminente disastro.
Nei minuti che precedettero l'incidente, Nielsen si trovò occupato nella gestione di un volo Aero Lloyd in arrivo all'aeroporto di Friedrichshafen. La difficoltà di monitorare due punti di controllo in contemporanea e l'impossibilità di ricevere ed effettuare chiamate verso Friedrichshafen per passare a quell'aeroporto l'ottimizzazione dell'atterraggio, sommate alla mancanza di un rapido aggiornamento dei radar, contribuirono complessivamente alla scarsa continuità con cui Nielsen controllava i propri schermi: per questa ragione egli si rese conto che la collisione era imminente meno di un minuto prima che questa accadesse.
Se Nielsen avesse ordinato più tempestivamente all'aereo russo di scendere, gli aerei avrebbero seguito rotte radicalmente diverse e i sistemi TCAS non si sarebbero attivati. Per ironia della sorte, se egli non avesse affatto dato ordini, entrambi gli equipaggi, in mancanza di altre indicazioni, avrebbero quasi sicuramente seguito i propri TCAS, e anche in questo caso è molto probabile che avrebbero avuto miglior fortuna. Quando Nielsen si rese conto che la situazione (i tanti, troppi fattori di distrazione su entrambe le stazioni) era troppo impegnativa, era troppo tardi per chiedere aiuto.
Il governo svizzero annunciò all'interno della sezione intitolata "Pubblicazione di frasi devianti" - inserita nel rapporto ufficiale degli investigatori tedeschi - che il Tupolev si trovava 33 metri al di sotto della quota ordinata dal controllore svizzero, che stava ancora scendendo alla velocità di 1900 piedi al minuto e che, a dispetto delle false affermazioni (per posizione e fraseologia) del controllore Nielsen, se gli equipaggi avessero seguito immediatamente le istruzioni delle avioniche dei loro velivoli avrebbero potuto salvarsi.
La Federazione Russa, da parte sua, nella stessa sezione del rapporto ufficiale, sostenne che i piloti russi non avevano la possibilità di obbedire agli ordini del proprio TCAS di cabrare perché tale istruzione era comparsa quando l'aereo si trovava già a 35500 piedi, mentre dal controllore era stata data notizia di traffico al di sopra di tale quota, sopra i 36000 piedi. Inoltre, Nielsen aveva dato un'informazione del tutto sbagliata sulla posizione dell'aereo DHL (ore 2, anziché ore 10 come effettivamente era) e l'equipaggio di quest'ultimo velivolo aveva la "reale possibilità" di evitare la collisione, dal momento che erano in grado di ascoltare la conversazione tra il Tupolev e il controllore aereo.
Il cambio di rotta di complessivamente 20 gradi (da rotta 254 a 274) durante la discesa non viene menzionato nel rapporto ufficiale.

### Dichiarazioni divergenti nel rapporto ufficiale

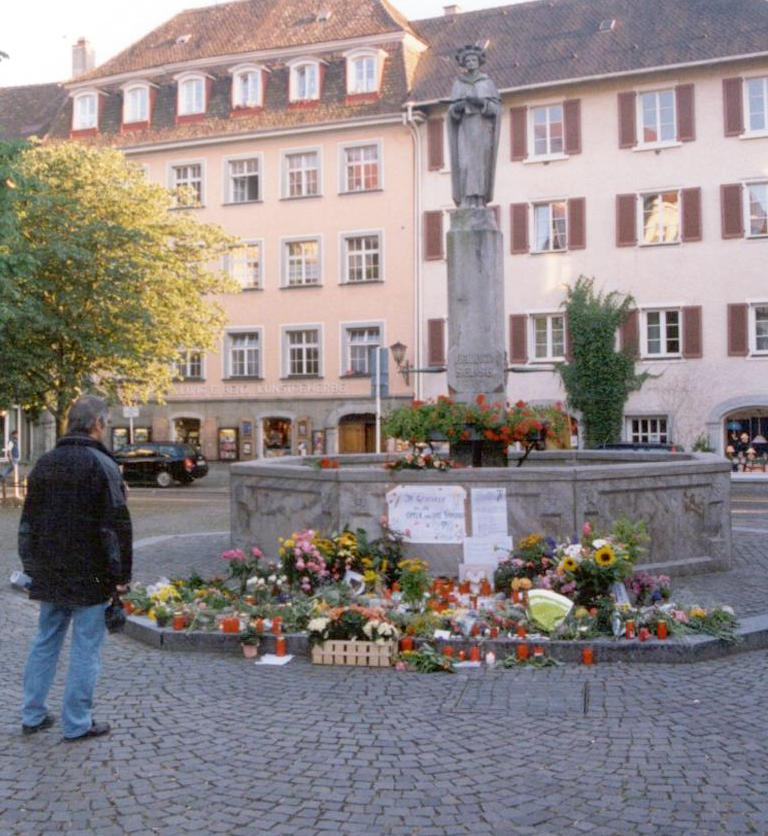
Un memoriale temporaneo alla fontana Sosa di Überlingen.

Tutti i paesi coinvolti potrebbero aggiungere ulteriori dichiarazioni "devianti" al rapporto ufficiale. Bahrein, Svizzera e Russia hanno presentato posizioni che sono state pubblicate con il rapporto ufficiale. Le dichiarazioni divergenti sono state pubblicate integralmente in appendice al rapporto degli investigatori dell'UFT.
La dichiarazione del Bahrein, il paese d'origine dell'aereo DHL, concorda in gran parte con i risultati del rapporto. Si afferma che il rapporto avrebbe dovuto porre meno enfasi sulle azioni dei singoli individui e più sulle colpe dell'organizzazione e della gestione di Skyguide. La dichiarazione del Bahrein menziona anche la mancanza di gestione delle risorse dell'equipaggio nella cabina di pilotaggio del Tupolev come fattore dell'incidente.
La Russia afferma che i piloti russi non sono stati in grado di obbedire all'avviso del TCAS di salire; l'avviso è stato dato quando erano già a 10.800 m (35.500 ft), mentre il controllore ha erroneamente dichiarato che il traffico in conflitto era sopra di loro a 11.000 m (36.000 ft). Inoltre, l'ATC ha fornito la posizione sbagliata dell'aereo DHL (ore 2 invece delle 10 effettive). La Russia afferma che l'equipaggio della DHL aveva una "reale possibilità" di evitare una collisione, poiché poteva ascoltare la conversazione tra l'equipaggio russo e il controllore.
La Svizzera rileva che il Tupolev si trovava a circa 33 m (108 ft) sotto il livello di volo ordinato dal controllore svizzero, e stava ancora scendendo a 580 m/min (1.900 ft/min). Gli svizzeri affermano che anche questa è stata la causa dell'incidente. La Svizzera ha inoltre chiesto alla BFU di accertare formalmente che gli avvisi TCAS sarebbero stati utili se rispettati immediatamente; la BFU ha rifiutato di farlo.

## Conseguenze

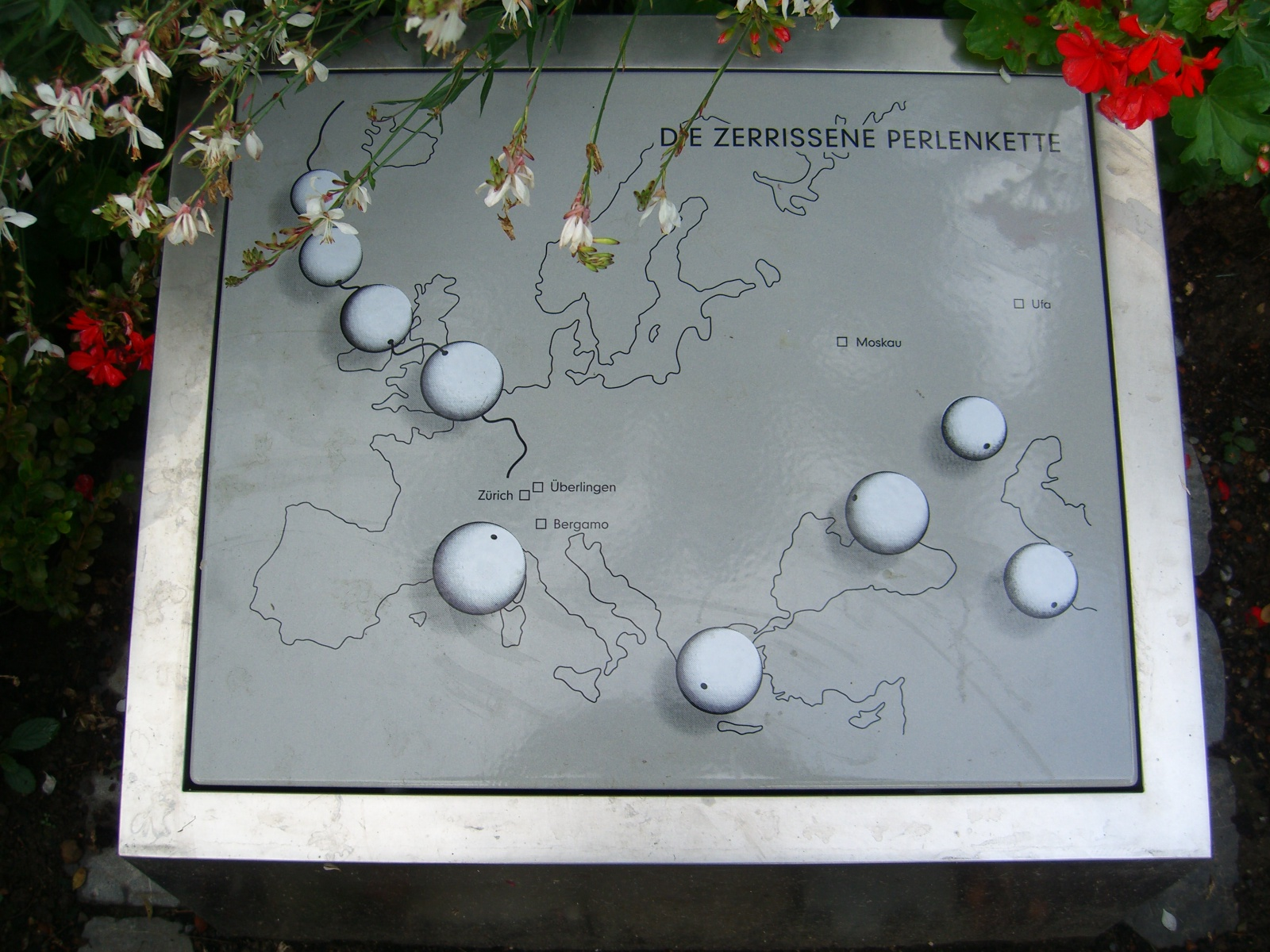
Il Memoriale Die zerrissene Perlenkette

Nielsen aveva bisogno di cure mediche a causa dello stress traumatico causato dall'incidente. Presso Skyguide, i suoi ex colleghi tenevano un vaso con una rosa bianca sopra l'ex postazione di lavoro di Nielsen. Skyguide, dopo aver inizialmente incolpato il pilota russo dell'incidente, si è assunta la piena responsabilità e ha chiesto perdono ai parenti delle vittime.

Skyguide ha pagato un risarcimento alle famiglie dei bambini morti; l'importo del risarcimento era compreso tra circa 30.000 franchi (34.087 dollari) e 36.000 franchi. Nel 2011 il Tribunale federale svizzero ha respinto i ricorsi di alcuni parenti per ottenere un risarcimento più elevato.

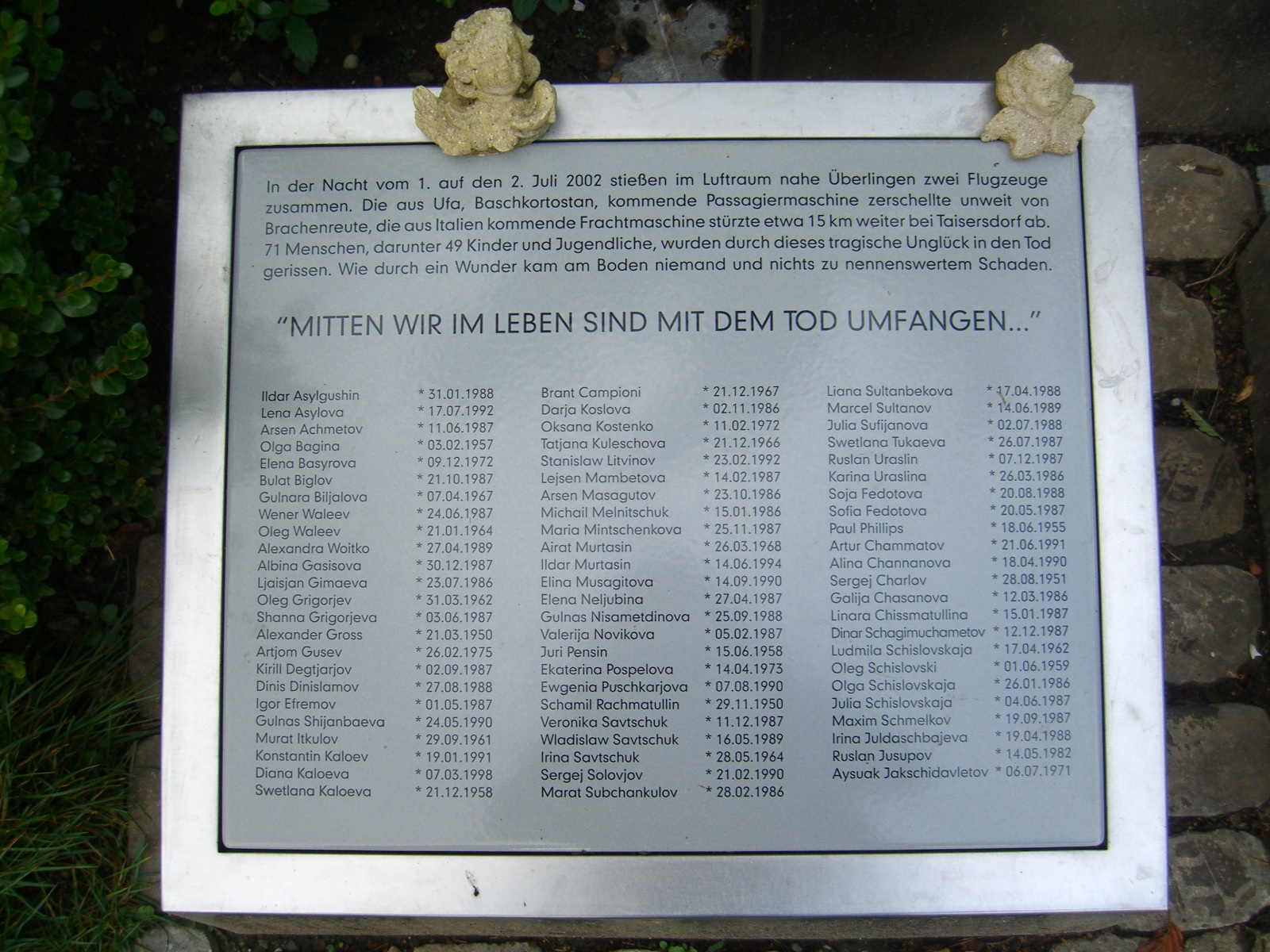
Il Memoriale con i nomi delle vittime

Il 27 luglio 2006 il tribunale di Costanza ha deciso che la Germania avrebbe dovuto risarcire la Bashkirian Airlines. La corte ha ritenuto che la Germania fosse legalmente responsabile delle azioni di Skyguide. Il governo ha presentato ricorso contro la sentenza, ma alla fine del 2013 Bashkirian Airlines e la Germania hanno raggiunto un tacito accordo, ponendo fine al caso giudiziario prima che fosse raggiunta una decisione sulle questioni legali.

In un altro caso davanti al tribunale di Costanza, l'assicurazione di responsabilità civile di Skyguide ha citato in giudizio la Bashkirian Airlines per 2,5 milioni di euro di danni. Il caso è stato aperto nel marzo 2008; si prevede che le questioni legali saranno difficili, poiché la compagnia aerea ha dichiarato fallimento secondo la legge russa.

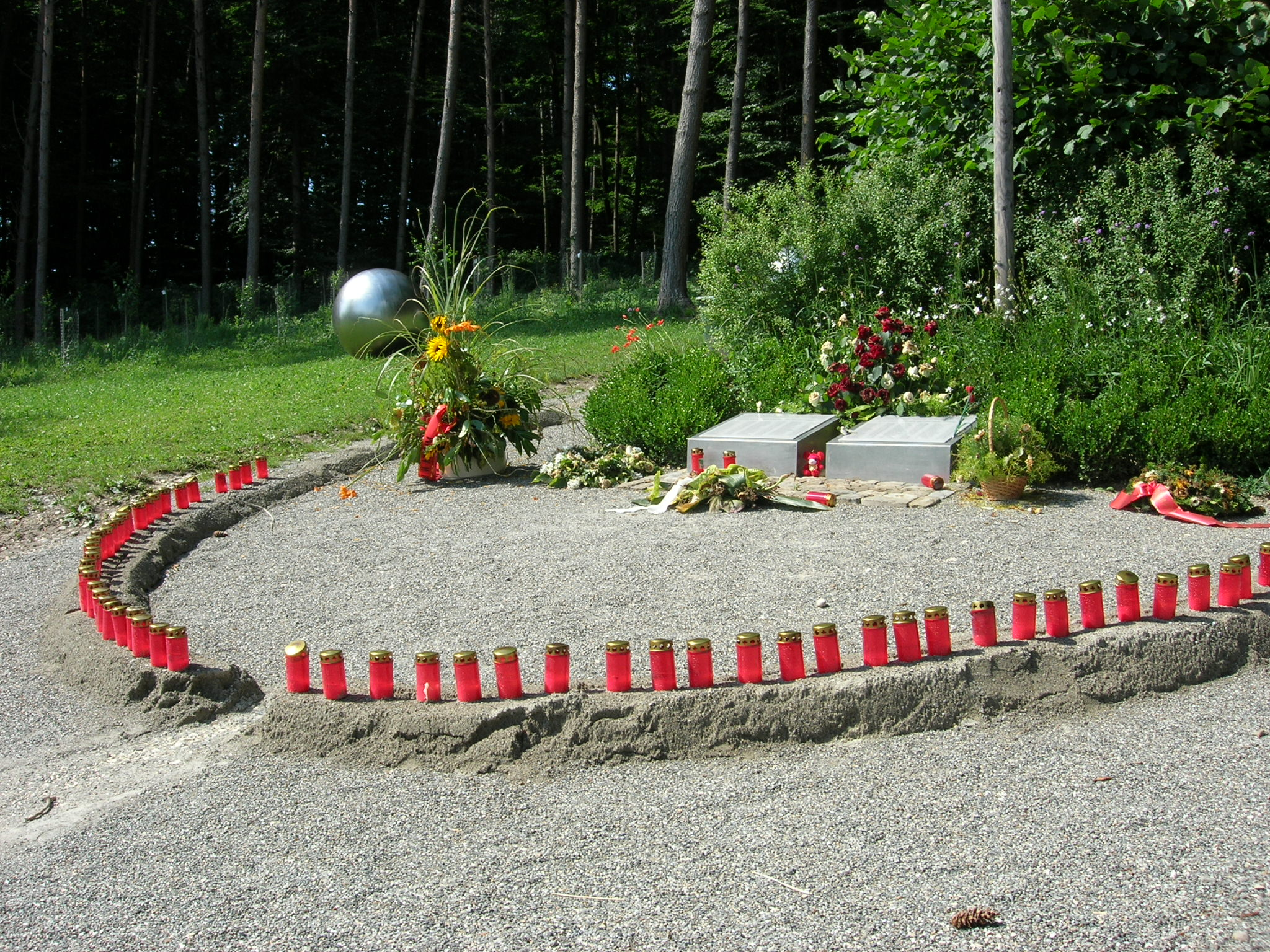
Il Memoriale posto a Überlingen

Nel maggio 2004 è iniziata un'indagine penale contro Skyguide. Il 7 agosto 2006 un pubblico ministero svizzero ha presentato accuse di omicidio colposo contro otto dipendenti di Skyguide. Il pubblico ministero ha chiesto pene detentive fino a 15 mesi se giudicato colpevole. Il verdetto è stato annunciato nel settembre 2007. Tre dei quattro dirigenti condannati sono stati condannati alla pena detentiva con sospensione della pena e il quarto è stato condannato a pagare una multa. Altri quattro dipendenti di Skyguide sono stati prosciolti da ogni illecito.

### L'omicidio di Peter Nielsen

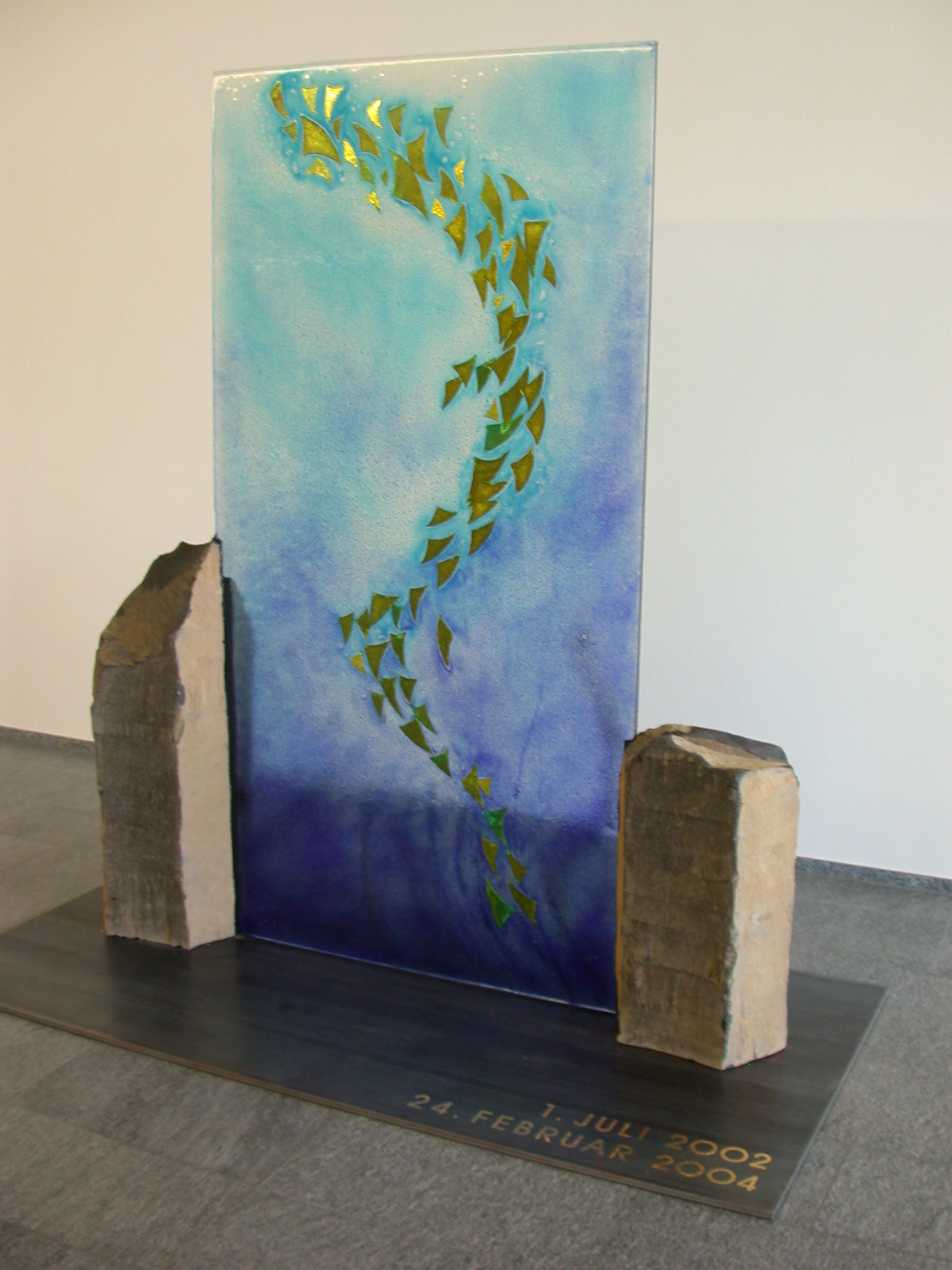
Il Memoriale presso la sede di SkyGuide

Peter Nielsen fu assassinato davanti alla propria abitazione il 24 febbraio 2004 da Vitaly Kaloyev, un architetto russo che lo pugnalò a morte, venendo poi arrestato nell'arco di alcuni giorni.
Kaloyev aveva perso nell'incidente sua moglie ed entrambi i suoi figli, che si trovavano a bordo del volo 2937. Era stato uno dei primi familiari delle vittime ad arrivare sul punto di atterraggio dei rottami del Tupolev e aveva ritrovato e riconosciuto il corpo di sua figlia praticamente intatto (a differenza di quelli di sua moglie e di suo figlio, ritrovati alcuni giorni dopo, mutilati dalla violenza della collisione). Kaloyev patì un violento esaurimento nervoso, da cui si riprese dopo più di un anno. Ripresosi, chiese al direttore della SkyGuide di poter incontrare il controllore responsabile del disastro, richiesta che non fu accolta. Kaloyev cercò dunque personalmente l'abitazione di Nielsen, la trovò e lo uccise quasi sulla porta di casa. La gendarmeria svizzera lo ritrovò poi nella propria stanza d'albergo in stato di shock: non ricordava quello che aveva fatto e fu necessaria una valutazione psichiatrica per stabilire se fosse in grado di essere processato.
Durante un interrogatorio con il giudice, Vitaly Kaloyev disse che lo schianto dell'aereo sul lago di Costanza lo aveva ucciso, che i propri figli erano i più piccoli a bordo del volo 2937 e che non aveva alcun bisogno di identificare i corpi. Kaloyev era visibilmente distrutto per la perdita della propria famiglia: "ho vissuto al cimitero per due anni, restando seduto dietro le loro tombe" affermò.
Kaloyev ricevette un documento firmato da uno studio legale di Amburgo, datato 11 novembre 2003, nel quale gli si chiedeva in via extragiudiziale di accettare un risarcimento di 60.000 franchi svizzeri per la perdita della moglie e 50.000 per la perdita di ognuno dei suoi figli, a titolo di risarcimento, purché rinunciasse a qualunque altra pretesa nei confronti della società. Kaloyev andò su tutte le furie e chiese subito di poter parlare al direttore di Skyguide, Alan Rossier, e al controllore Peter Nielsen di persona.
Quando Kaloyev trovò Nielsen, nei pressi dell'abitazione di questi, prima di ucciderlo gli chiese di chiedere scusa per la morte della sua famiglia. "Mi colpì la mano," disse al giudice istruttore, "nella quale tenevo la busta con le foto dei miei bambini. Ricordo solo di aver provato una sensazione sgradevole, come se i corpi dei miei bambini si stessero girando nella tomba." Kaloyev aggiunse che non ricordava con precisione cosa fosse successo in seguito.
Kaloyev è stato rilasciato nel novembre 2007, dopo aver trascorso meno di quattro anni in prigione, perché la sua condizione mentale non era stata sufficientemente presa in considerazione nella sentenza iniziale. Nel gennaio 2008 è stato nominato viceministro dell'edilizia dell'Ossezia del Nord. Kaloyev è stato trattato come un eroe in patria e non ha espresso alcun rimorso per le sue azioni, incolpando invece la vittima dell'omicidio per la propria morte. Nel 2016, Kaloyev ha ricevuto dal governo la medaglia statale più alta, la medaglia "Alla gloria dell'Ossezia". La medaglia viene assegnata per i risultati più alti, migliorando le condizioni di vita degli abitanti della regione, educando le giovani generazioni e mantenendo la legge e l'ordine.

## Conseguenze giudiziarie
Il 26 ottobre 2005 Vitaly Kaloyev fu condannato a otto anni di reclusione, da scontarsi in una prigione svizzera. Tenendo conto dei 610 giorni di carcere che il russo aveva già fatto preventivamente, avrebbe dovuto essere scarcerato non prima del 2011.
In una documentazione del 19 maggio 2004 gli investigatori stabilirono che la causa principale dell'incidente non furono le disattenzioni di Peter Nielsen, ma l'incompetenza manageriale e i diversi guasti tecnici del centro di controllo. Nielsen si licenziò dal lavoro dopo l'incidente, in quanto troppo sconvolto dal pesante senso di colpa. Alla Skyguide, i suoi ex colleghi mantengono un piccolo vaso con una rosa bianca sulla postazione in cui Nielsen stava lavorando al momento dell'incidente. La stessa Skyguide, dopo aver inizialmente incolpato dell'incidente il pilota russo, accettò le proprie responsabilità e risarcì, nelle modalità descritte, le famiglie delle vittime.
Il 27 luglio 2006 una sentenza da parte del tribunale di Costanza stabilì che il governo tedesco poteva essere considerato responsabile civilmente, poiché ciò che avviene nello spazio aereo tedesco è responsabilità degli organi di controllo del traffico aereo tedeschi, anche se la società di controllo privata era svizzera.
Dal maggio 2004 la Skyguide è indagata per omicidio colposo, e il 7 agosto 2006 il pubblico ministero del tribunale di Winterthur ha chiesto dai 6 ai 15 mesi di reclusione per otto dipendenti della società, con l'accusa di "omicidio per negligenza".
Il 15 maggio 2007 nella cittadina svizzera di Bülach, nel Canton Zurigo, è iniziato il processo contro 8 persone della compagnia svizzera Skyguide: 3 dirigenti, 4 tecnici e 1 controllore di volo che era in servizio nella notte della collisione assieme al collega Peter Nielsen, ucciso da Vitaly Kaloyev un anno e mezzo dopo il disastro aereo. La Procura elvetica ha chiesto per gli 8 accusati da 6 a 15 mesi di reclusione. Zulfat Khamatov, presidente della ONLUS dei parenti delle vittime, insieme con altri 3 parenti delle vittime, ha dichiarato: "Questo processo non farà il punto dell'indagine. Speriamo che la corte svizzera faccia giustizia durante il processo considerando che Vitaly Kaloyev sta scontando una pena di 8 anni di reclusione".
"Fino a questo momento non è stato stabilito perché Nielsen abbia svolto da solo il controllo del traffico aereo nella zona di Zurigo, perché Nielsen abbia contraddetto il sistema del Tupolev Tu-154 della BAL - che chiedeva di salire di quota - e perché non erano disponibili i collegamenti telefonici con altri centri di controllo aereo", come ha dichiarato l'avvocato dei parenti delle vittime russe, Urs Zaal. Zaal ha dichiarato che i parenti delle vittime vogliono partecipare al processo, ma non vogliono fare nessuna dichiarazione in presenza del giudice svizzero. Il processo dovrebbe essere terminato il 31 maggio 2007.
Il 3 luglio 2007 una sentenza d'appello da parte del tribunale di Zurigo stabilì per Vitaly Kaloyev la riduzione della condanna da otto anni a cinque anni e tre mesi di reclusione scontabili anche in Russia in seguito a un appello del detenuto, Kaloyev ha accettato il trasferimento in Russia. La Corte stabilì che le circostanze erano attenuanti a favore di Vitaly Kaloyev: l'architetto russo aveva perso tutti i suoi familiari, mentre SkyGuide negava tutte le responsabilità nella tragedia del 2 luglio 2002.
L'8 novembre 2007 la Corte Suprema della Svizzera ha ordinato di liberare Vitaly Kaloyev, nonostante l'appello della Procura di Zurigo. Il 12 novembre 2007 Vitaly Kaloyev è stato liberato ed è stato accompagnato dal carcere dalla polizia svizzera a bordo del volo LX 1324 della Swiss Zurigo - Mosca-Domodedovo. Vitaly Kaloyev ha ringraziato tutti per l'aiuto e ha detto che non si era mai sentito solo durante il processo e la permanenza nel carcere elvetico.
Il 22 aprile 2009 i parenti dei bambini morti nell'incidente aereo nell'estate del 2002 hanno presentato una domanda di risarcimento di danni per 600 milioni di dollari dalle due aziende-fornitori dei sistemi di sicurezza degli aerei: la multinazionale statunitense Honeywell, che ha la sua sede in Italia a Milano dal 1964, e la multinazionale ACSS, conosciuta anche come Aviation Communication & Surveillance Systems. Nell'udienza preliminare no.34 della Corte di primo grado della Spagna è stata ascoltata la domanda di risarcimento presentata dall'Associazione delle vittime dell'incidente aereo contro le due aziende responsabili per il controllo di funzionamento corretto dei sistemi di sicurezza sia degli aerei russi Tupolev, sia degli aerei statunitensi Boeing, in particolare il sistema di allerta del traffico ed elusione di collisione conosciuta anche come Traffic Collision Avoidance System o TCAS. Il TCAS imputato è stato montato sul Tupolev Tu-154 della BAL e attualmente è stato installato su almeno 25.000 aerei col costo di 100.000 dollari. La domanda è stata presentata alla Corte di Barcellona, il punto di destinazione dell'aereo russo.

## TCAS e ordini contrastanti
L'incidente ha sollevato dubbi su come i piloti devono reagire quando ricevono ordini contrastanti da TCAS e ATC. Il TCAS era una tecnologia relativamente nuova al momento dell'incidente, essendo obbligatorio in Europa dal 2000. Quando il TCAS emette un avviso di risoluzione (RA), il pilota in volo dovrebbe rispondere immediatamente rivolgendo l'attenzione ai display RA e manovrando come indicato, a meno che non si faccia ciò metterebbe a repentaglio l'operazione sicura del volo, o a meno che l'equipaggio di volo non possa garantire la separazione con l'aiuto dell'acquisizione visiva definitiva dell'aeromobile che causa l'AR.
Nel rispondere ad un TCAS RA che ordina una deviazione dall'altitudine assegnata, l'equipaggio di volo dovrebbe comunicare con l'ATC non appena possibile dopo aver risposto al RA. Quando l'RA viene rimossa, l'equipaggio di condotta deve avvisare l'ATC che sta ritornando all'autorizzazione precedentemente assegnata o deve riconoscere qualsiasi autorizzazione modificata emessa.
Sebbene il TCAS sia programmato per presumere che entrambi gli equipaggi seguano prontamente le istruzioni del sistema, il manuale delle operazioni non afferma chiaramente che il TCAS dovrebbe sempre avere la precedenza su qualsiasi comando ATC.  Il manuale descriveva il TCAS come "un backup del sistema ATC", che potrebbe essere interpretato erroneamente nel senso che le istruzioni ATC hanno una priorità più alta. Questa ambiguità è stata replicata nel Manuale delle operazioni di volo del Tu-154, che conteneva sezioni contraddittorie. Da un lato, il capitolo 8.18.3.4 ha sottolineato il ruolo dell'ATC e descrive il TCAS come un "aiuto aggiuntivo", mentre il capitolo 8.18.3.2 vietava manovre contrarie al TCAS. La BFU ha raccomandato di risolvere questa ambiguità a favore del rispetto degli avvisi TCAS anche quando questi erano in conflitto con le istruzioni ATC.

### Incidente precedente
Circa un anno prima della collisione tra Bashkirian Airlines e DHL, si era verificato un altro incidente che coinvolgeva la confusione tra i comandi TCAS e ATC in conflitto. Nel 2001, due aerei di linea giapponesi rischiarono di entrare in collisione tra loro nello spazio aereo giapponese. Uno degli aerei aveva ricevuto ordini contrastanti da TCAS e ATC; un pilota ha seguito le istruzioni del TCAS, mentre l'altro no. Una collisione è stata evitata solo perché uno dei piloti ha effettuato manovre evasive basate su un giudizio visivo. Gli aerei si sono mancati l'un l'altro di circa 135 m (443 ft) e la manovra improvvisa necessaria per evitare il disastro ha provocato il ferimento di 100 occupanti di un aereo, alcuni dei quali in modo grave. Nel suo rapporto, pubblicato 11 giorni dopo l’incidente di Überlingen, il Giappone ha invitato l’Organizzazione internazionale per l’aviazione civile (ICAO) a chiarire che gli avvisi TCAS dovrebbero sempre avere la precedenza sulle istruzioni ATC. L'ICAO ha accettato questa raccomandazione e ha modificato i suoi regolamenti nel novembre 2003.

### Soluzioni tecniche
Prima di questo incidente era stata emessa una proposta di modifica (CP 112) per il sistema TCAS II. Questa proposta avrebbe creato un “capovolgimento” dell’avvertimento originale chiedendo all’aereo DHL di salire e all’equipaggio del Tupolev di scendere. Secondo un'analisi di Eurocontrol, ciò avrebbe evitato la collisione se l'equipaggio della DHL avesse ricevuto e seguito le nuove istruzioni e il Tupolev avesse continuato a scendere. Tutti gli aerei dotati di TCAS II sono stati aggiornati per supportare l'inversione RA.
Inoltre, un downlink automatico per il TCAS, che avrebbe avvisato il controllore che un avviso TCAS era stato emesso all'aereo sotto il loro controllo e avrebbe notificato loro la natura di tale avviso, non era stato implementato in tutto il mondo al momento dell'incidente.

### Raccomandazioni dopo l'incidente
Il rapporto di indagine contiene una serie di raccomandazioni relative al TCAS, che richiedono aggiornamenti, una migliore formazione e istruzioni più chiare per i piloti. Il sistema TCAS II è stato riprogettato, con il suo ambiguo comando vocale RA "Regola velocità verticale" cambiato in "Level-Off", per aumentare le risposte adeguate da parte dei piloti.

## Nei media
L'incidente del volo 2937 della Bashkirian Airlines è stato analizzato nell'episodio Collisione ad alta quota della seconda stagione del documentario Indagini ad alta quota trasmesso da National Geographic Channel e nell'episodio Morte ad alta quota della quarta stagione del documentario Quei secondi fatali trasmesso da National Geographic Channel.
L'episodio è stato inoltre trasmesso sulla televisione generalista La7 l'11 agosto 2019 all'interno della trasmissione Atlantide.

### I film
Nel 2008 è uscito 10 Sekunden per la regia di Nicolai Rohde, film ispirato alla collisione aerea e alle emozioni dei sopravvissuti.
Nel 2017 è uscito un film ispirato alla vicenda, intitolato Aftermath - La vendetta e con protagonista Arnold Schwarzenegger.

### Video
- (EN) La ricostruzione della tragedia sul metacafe.com, su metacafe.com. URL consultato il 14 ottobre 2009 (archiviato dall'url originale il 12 aprile 2010).